# Crush (film, 2013)
Pour les articles homonymes, voir Crush.
Pour plus de détails, voir Fiche technique et Distribution.
Crush est un thriller américain de Malik Bader sorti en 2013, directement en vidéo.

## Synopsis
Le béguin d'une admiratrice secrète pour un athlète du lycée tourne au drame.

## Fiche technique
- Titre original : Crush
- Titre français :
- Titre québécois :
- Réalisation : Malik Bader
- Scénario : Sonny Mallhi
- Direction artistique : Kara Lindstrom
- Décors : RA Arancio-Parrain
- Costumes : Maya Lieberman
- Montage : Jeff Canavan
- Musique : Julian Boyd
- Photographie : Scott Kevan
- Son :
- Production : Marc D. Evans et Trevor Macy
- Sociétés de production : Intrepid Pictures
- Société de distribution :  FilmNation Entertainment
- Budget :
- Pays d'origine :  États-Unis
- Langue originale : anglais
- Durée : 94 minutes
- Format : couleur - 35 mm - 2.35 : 1 -  Son Dolby numérique
- Genre : thriller
- Dates de sortie :
  -  États-Unis : 19 avril 2013

## Distribution
- Crystal Reed : Bess
- Lucas Till : Scott
- Sarah Bolger : Jules
- Caitriona Balfe : Andie
- Reid Ewing : Jeffrey
- Holt McCallany : Mike Norris
- Camille Guaty : Mme Brown
- Meredith Salenger
- Michael Landes : le Dr. Graham
- Leigh Whannell : David
- Nikki SooHoo : Maya
- Isaiah Mustafa : l'entraîneur
- Kristin Quick : une « gothique »